# Christella guienziana
Christella guienziana là một loài thực vật có mạch trong họ Thelypteridaceae. Loài này được (Mett.) Holttum mô tả khoa học đầu tiên năm 1974.